# Suiza en los Juegos Paralímpicos de Vancouver 2010
Suiza estuvo representada en los Juegos Paralímpicos de Vancouver 2010 por un total de 15 deportistas, 10 hombres y cinco mujeres.

## Medallistas
El equipo paralímpico suizo obtuvo las siguientes medallas:
| Nombre          | Deporte      | Evento                            |
| --------------- | ------------ | --------------------------------- |
| Oro             |              |                                   |
| Christoph Kunz  | Esquí alpino | Descenso sentado masculino        |
| Plata           |              |                                   |
| Michael Brügger | Esquí alpino | Descenso de pie masculino         |
| Christoph Kunz  | Esquí alpino | Eslalon gigante sentado masculino |
| Bronce          |              |                                   |
| —               |              |                                   |